# Prosopocera albosignata
Prosopocera albosignata är en skalbaggsart som beskrevs av Stefan von Breuning 1938. Prosopocera albosignata ingår i släktet Prosopocera och familjen långhorningar. Inga underarter finns listade i Catalogue of Life.